# SS Regina

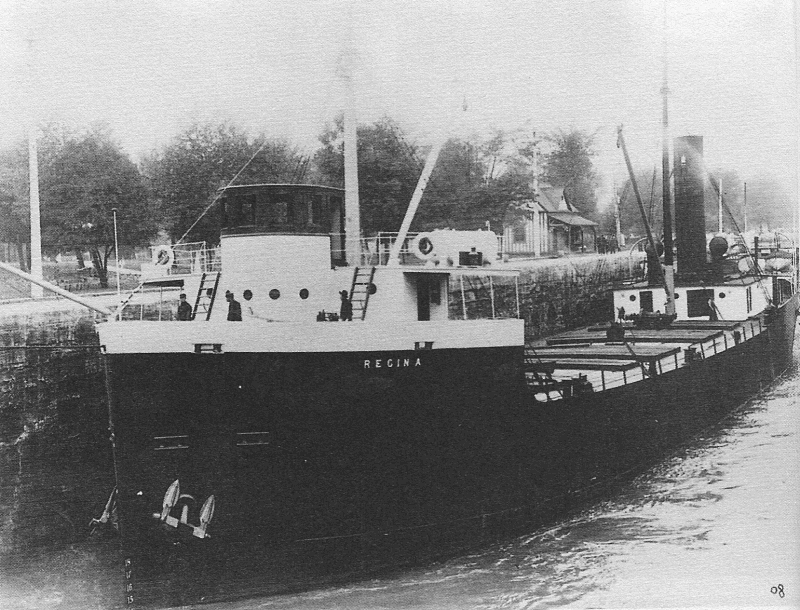
Parník SS Regina v roce 1910

SS Regina byl parník o hrubé prostornosti 16 313 BRT. Jeho stavba pro společnost Dominion Line začala roku 1917 v loděnicích Harland & Wolff v Belfastu, ale s nástupem první světové války bylo ještě před jeho dokončením (měl jen jeden komín) rozhodnuto, že bude vybaven jako loď pro transport jednotek. Po skončení války byl roku 1919 navrácen zpět do loděnic, kde byl přestavěn do původně plánovaného vzhledu (mj. byl přistavěn chybějící druhý komín). Vzhledově byla Regina identická s parníkem White Star Line Doric. 
Na první civilní plavbu vyplula Regina v březnu 1922 z Liverpoolu přes Halifax do Portlandu, kde sloužila střídavě pro White Star Line a Dominion Line. V roce 1925 pak byla prodána společnosti White Star Line, ale jméno jí bylo ponecháno. Pro White Star Line sloužila čtyři roky, načež byla v roce 1929 prodána společnosti Red Star Line a přejmenována na Westerland. Pro tuto společnost sloužila na lince Antverpy - Southampton - New York. 
Pod stejným jménem Westerland ještě dvakrát změnil majitele v letech 1935–1939. Po invazi Němců do Nizozemska v roce 1940 v rámci druhé světové války se mu podařilo uprchnout do Anglie a ve Falmouthu sloužil jako sídlo nizozemské vlády v exilu. Po službě ve válce byl roku 1945 vrácen nové společnosti Cunard-White Star, jež vznikla sloučením White Star Line a Cunard line. Plány na jeho obnovu byly kvůli vysokému věku zavrženy a v roce 1946 byl prodán, aby se z něj mohla stát velrybářská loď. I tento plán byl však zavržen, proto byl parník roku 1947 definitivně sešrotován.